# Ioannis Kyriazis
Ioannis Kyriazis (auch Giannis Kyriazis; griechisch Ιωάννης „Γιάννης“ Κυριαζής; englisch Ioannis Kiriazis; * 19. Januar 1996) ist ein griechischer Leichtathlet, der sich auf den Speerwurf spezialisiert hat.

## Sportliche Laufbahn
Ioannis Kyriazis tritt seit 2012 in internationalen Wettkämpfen im Speerwurf an. Im folgenden Jahr startete bei den U18-Weltmeisterschaften in Donezk, bei denen er mit einer Weite von 69,39 m in der Qualifikation ausschied. 2014 wurde er griechischer U20-Meister und nahm anschließend bei den U20-Weltmeisterschaften in Eugene teil. Dabei kam er im Finale auf 70,38 m und belegte damit den siebten Platz. Nachdem Schulabschluss ging er anschließend in die Vereinigten Staaten und begann ein Studium an der Texas A&M University. Für das Sportteam der Universität nahm er 2015 an einer Vielzahl von landesweiten Wettkämpfen an. Im Juli trat er bei den U20-Europameisterschaften in Eskilstuna an, bei denen er mi 77,05 m Vierter wurde.
Im Sommer 2016 nahm Kyriazis bei den Europameisterschaften in Amsterdam teil. Nach 81,92 m in der Qualifikation und dem Einzug in das Finale, blieb er einen Tag später mehr als sechs Meter unter der Qualifikationsweite und belegte somit als Zwölfter den letzten Platz im Finale. Im März 2017 stellte er in Austin mit 88,01 m seine persönliche Bestleistung auf, die die zweitgrößte jemals von einem Griechen in einem Wettkampf geworfene Weite darstellte und ihn zudem auf Platz 44 der ewigen Weltbestenliste beförderte (Stand April 2020). Im Juli warf er im Finale der U23-Europameisterschaften in Bydgoszcz den Speer auf 81,04 m, mit denen er die Silbermedaille gewann. Einen Monat später qualifizierte er sich bei den Weltmeisterschaften in London für das Finale, in dem er mit einer Weite von 84,52 m den sechsten Platz belegte.

## Dopingsperre
Im März 2020 wurde Kyriazis wegen der Einnahme des Mittels Ligandrol, was bei einer Dopingprobe nach einem Wettkampf in College Station im April 2019 nachgewiesen wurde, bis Mai 2023 gesperrt. Bei der Anhörung in London gab er an, dass er die Substanz unwissend zu sich nahm, was allerdings zurückgewiesen wurde.

## Wichtige Wettbewerbe
| Jahr                     | Veranstaltung             | Ort                      | Platz                    | Disziplin                | Weite                    |
| Startet für Griechenland | Startet für Griechenland  | Startet für Griechenland | Startet für Griechenland | Startet für Griechenland | Startet für Griechenland |
| ------------------------ | ------------------------- | ------------------------ | ------------------------ | ------------------------ | ------------------------ |
| 2013                     | U18-Weltmeisterschaften   | Donezk                   | 15.                      | Speerwurf (700 g)        | 69,39 m                  |
| 2014                     | U20-Weltmeisterschaften   | Eugene                   | 7.                       | Speerwurf                | 70,38 m                  |
| 2015                     | U20-Europameisterschaften | Eskilstuna               | 4.                       | Speerwurf                | 77,05 m                  |
| 2016                     | Europameisterschaften     | Amsterdam                | 12.                      | Speerwurf                | 75,57 m                  |
| 2017                     | U23-Europameisterschaften | Bydgoszcz                | 2.                       | Speerwurf                | 81,04 m                  |
| 2017                     | Weltmeisterschaften       | London                   | 6.                       | Speerwurf                | 84,52 m                  |

## Leistungsentwicklung
- 2013: 68,95 m
- 2014: 73,66 m
- 2015: 78,41 m
- 2016: 87,14 m
- 2017: 88,01 m